# Alun (Boșorod), Hunedoara
Alun este un sat în comuna Boșorod din județul Hunedoara, Transilvania, România.